# Medenscheid (Bacharach)

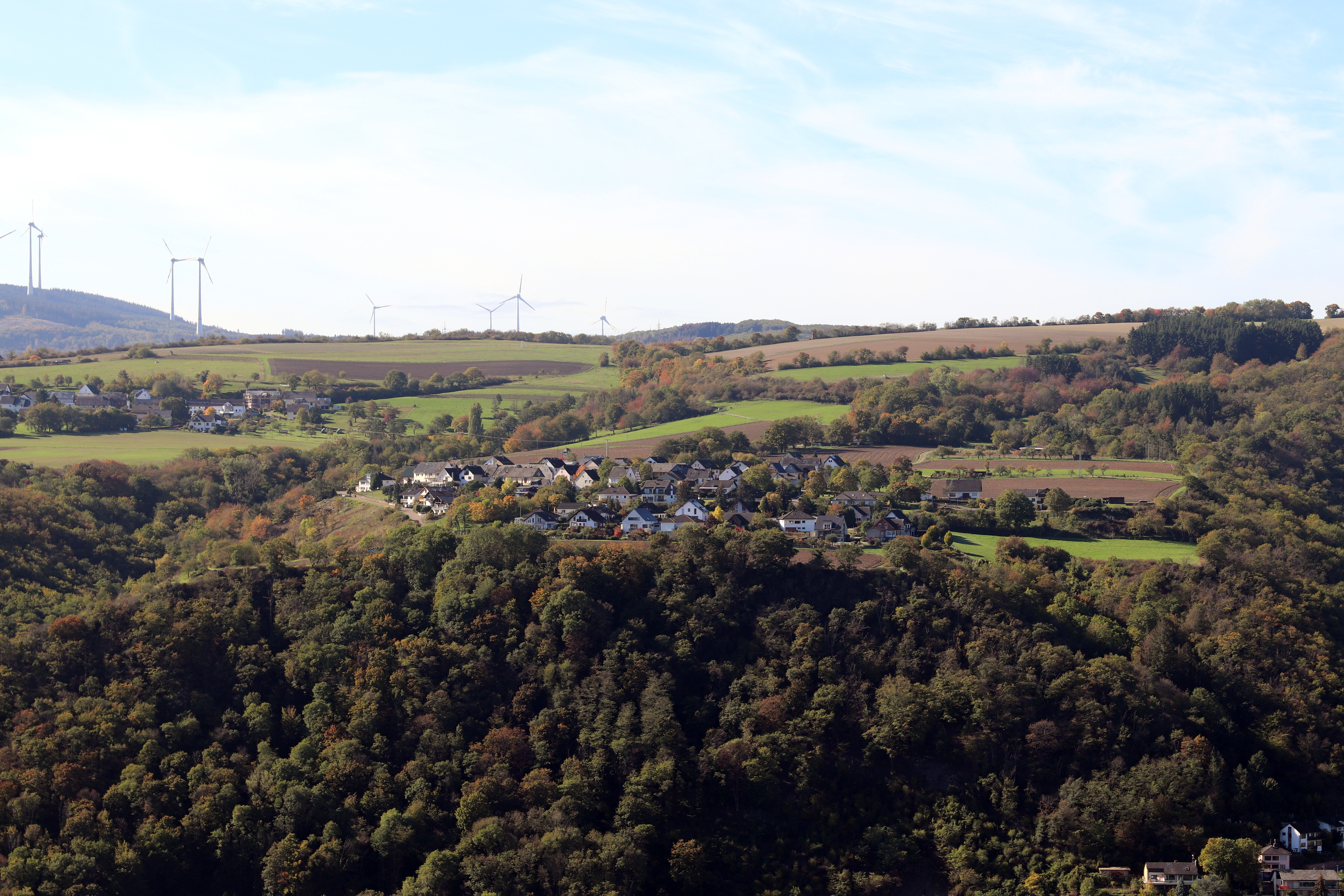
Medenscheid von der gegenüberliegenden Rheinseite aus gesehen

Die Ortschaft Medenscheid liegt unmittelbar am Rande des Mittelrheintales und ist der südlichste der kleineren Stadtteile der zwei Kilometer entfernten Stadt Bacharach.

## Lage
Medenscheid liegt in 240 m Höhe auf der linken Hochfläche des Oberen Mittelrheintales am östlichen Ende des Hunsrück. Es ist mit dem nördlich am Rheinufer gelegenen Hauptort durch die Kreisstraße 24 Bacharach–Manubach verbunden. Das Gebiet von Medenscheid ist von Wein- und Ackerbau geprägt. Auffällig im Ortsbild sind zudem zahlreiche Rosen, sowohl auf öffentlichen, als auch privaten Flächen. Medenscheid wird daher auch als Rosendorf bezeichnet. Zwei private Gärten sind in die Route der Welterbe-Gärten des UNESCO-Weltkulturerbes Oberes Mittelrheintal aufgenommen worden.
Der Ort ist insbesondere durch seinen Dorfplatz gekennzeichnet, der von der Alten Schule (in den 1960er Jahren bis 2011 als evangelische Kirche genutzt) und dem Alten Backhaus (Backes) umgeben ist. In der Mitte des Dorfplatzes wächst eine Linde, die von einer Bank eingerahmt wird. Alle zwei Jahre bildet der Dorfplatz auch das Zentrum des Rosenfestes am Fronleichnamstag.
Siehe auch: Liste der Kulturdenkmäler in Medenscheid

## Geschichte

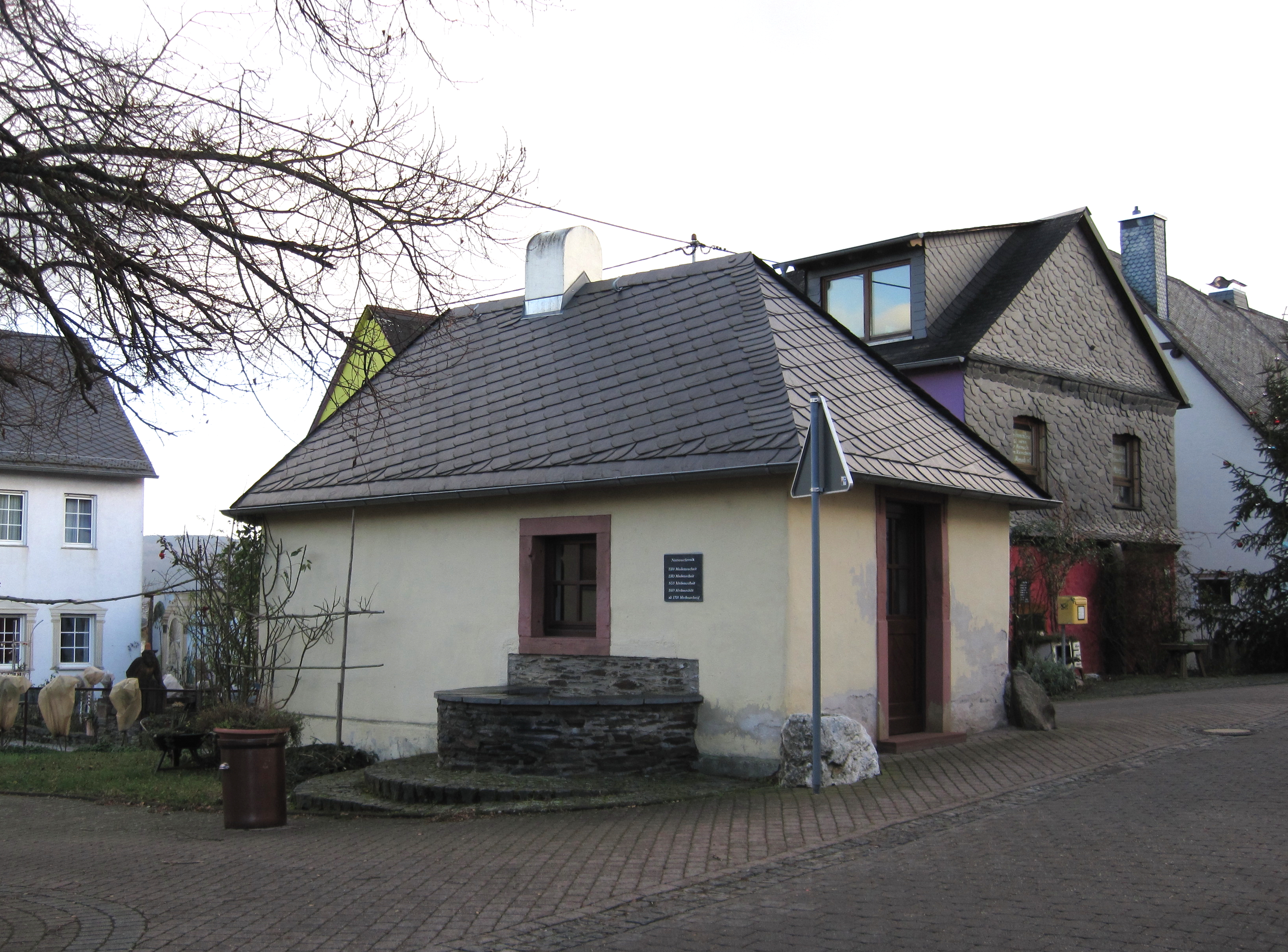
Gemeindebackhaus Medenscheid

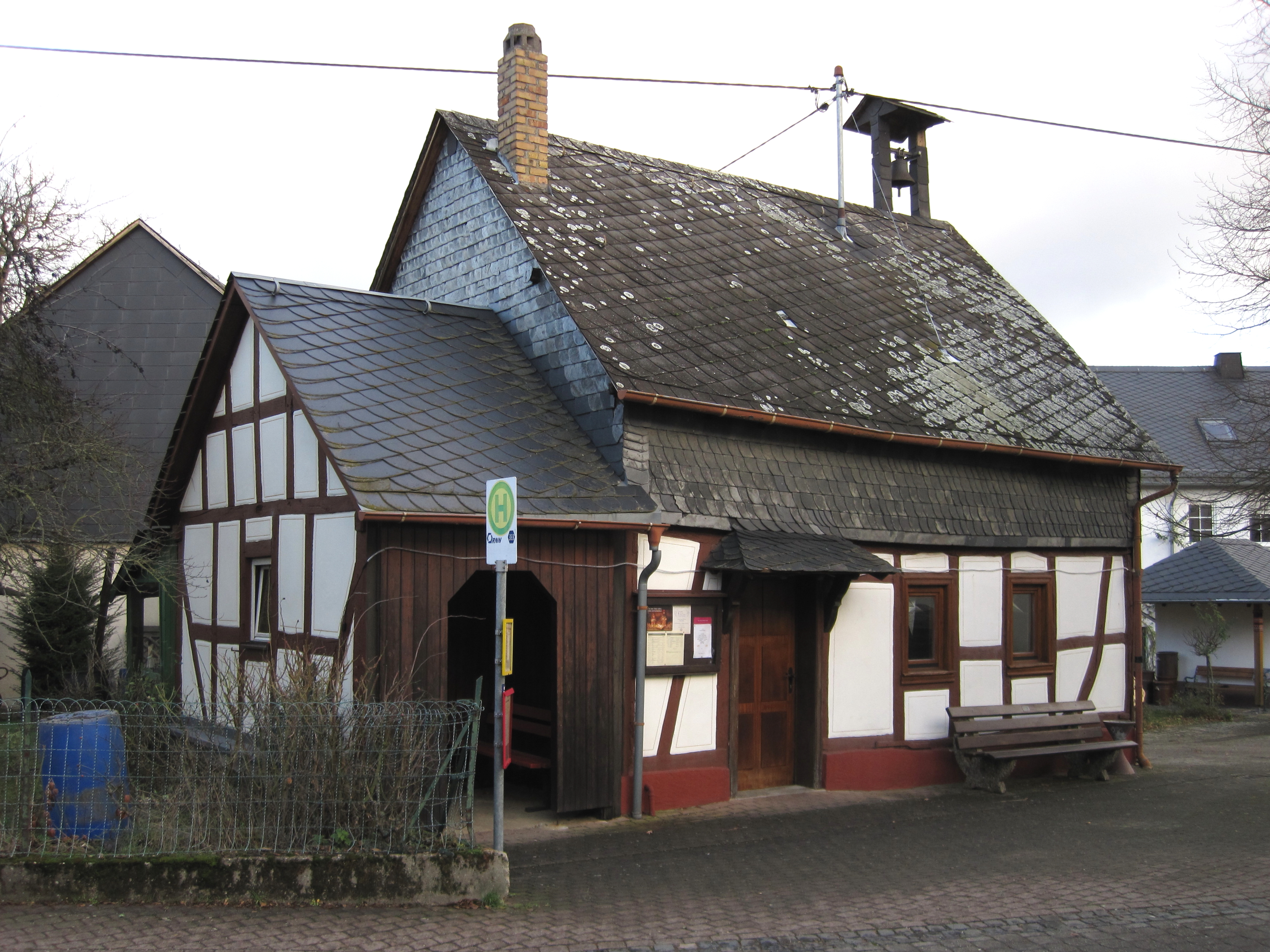
Alte Schule Medenscheid. In den 1960er Jahren bis 2011 als evangelische Kirche genutzt.

Die Geschichte von Medenscheid ist eng mit der Stadt Bacharach verbunden, da der Ort seit seiner Entstehung zur Gemarkung und auch verwaltungstechnisch zur Gemeinde gehörte. Urkundlich erstmals erwähnt wird Medenscheid in einem Schriftstück des Kölner Erzbischofes Friedrich I. von Schwarzenburg im Jahre 1104, zu dessen Besitz es in dieser Zeit gehörte.
Seit 1140 wurde Bacharach, und damit auch Medenscheid, als Lehen dem Grafen Hermann von Stahleck übertragen und ging nachfolgend in den Besitz der Pfalzgrafen über. Wegen der Abhängigkeit von seinen Nachfolgern wurde in Bacharach erst im Jahr 1356 die erste Ratsverfassung beschlossen. Die Einwohner Medenscheids hatten die gleichen bürgerlichen Rechte wie Bürger der Stadt Bacharach, u. a. freien Weinzapf, aber im Gegenzug auch die gleichen Pflichten, wie die Leistung ihres Beitrags zur Bacharacher Stadtbefestigung.
Medenscheid gehörte zu den Viertälern, deren Einwohner mit Bacharach als Vorort besondere Privilegien besaßen. Auch kirchlich gehörte der Ort zu Bacharach. Ab 1541 reformierten die kurpfälzischen Wittelsbacher ihre Viertäler um Bacharach am Mittelrhein (Gemeinden im Kirchenkreis Koblenz). Seitdem waren sie überwiegend evangelisch.
Das 17. Jahrhundert war eine schwere Zeit für Medenscheid. Im Dreißigjährigen Krieg wurde der Ort mehrfach verwüstet, und auch mehrere Pestwellen brachten Not, Armut und Elend über die Bewohner.
Nach Ende der Feudalherrschaft gehörten die Viertäler während der Franzosenzeit zur Mairie und zum Kanton Bacharach im Département de Rhin-et-Moselle, danach zu Preußen, und wurden ein Teil der Rheinprovinz, Kreis Sankt Goar.
In der Gründungsphase der Bundesrepublik wurde die südliche Hälfte der Rheinprovinz, und damit auch Medenscheid, ein Teil des neu gebildeten Bundeslandes Rheinland-Pfalz, zunächst weiterhin zum Landkreis St. Goar gehörig. Bei dessen Auflösung am 7. Juni 1969 wurde die Region um Bacharach dem neuen Landkreis Mainz-Bingen zugeschlagen.
Die Entwicklung zum Rosendorf wurde stark von dem 2017 verstorbenen Winzer, Brenner und Heimatliebhaber Rolf Heidrich gefördert. Seit 2009 gibt es den Medenscheider Rosentag, der nun alle zwei Jahre stattfindet. Die sechste Auflage des Rosenfestes wurde am 3. Juni 2018 gefeiert.

### Name
Über die Jahrhunderte variierte der Ortsname mehrfach – es finden sich: 1358 Medemescheit; 1361 Medemscheit; 1383 Medenscheit; 1435 von Medemscheid; 1669/78 Medenschitt; 1693 Medderschied. Etymologisch wird der Ortsname aus mittelhochdeutsch mêdeme = Bodenzins, Hypothek und -scheid = bewaldeter Höhenrücken hergeleitet.

## Wirtschaft
Außer Acker- und Weinbau ist heute der Tourismus von Bedeutung.

## Politik
Medenscheid ist als Ortsbezirk ausgewiesen und wird politisch von einem Ortsbeirat und einem Ortsvorsteher vertreten. Der Ortsbeirat besteht aus fünf Ortsbeiratsmitgliedern, die bei der Kommunalwahl am 9. Juni 2024 in einer Mehrheitswahl gewählt wurden. Der Ortsvorsteher, Norbert Wagner, wurde bei der Direktwahl am 9. Juni 2024 als einziger Bewerber mit einem Stimmenanteil von 98,3 % für weitere fünf Jahre in seinem Amt bestätigt.

## Freizeit
Medenscheid liegt unmittelbar an der über die linken Rheinhöhen verlaufenden Rheingoldstraße. Für Wanderer bietet sich der Rheinburgenweg an, der fast um das ganze Dorf verläuft und einige Aussichten auf die Stadt Bacharach und den Rhein eröffnet.